# Kinderschutzgesetz
Das Kinderschutzgesetz wurde am 30. März 1903 ausgefertigt. Es trat am 1. Januar 1904 in Kraft. Der ursprüngliche Titel lautete Gesetz, betreffend Kinderarbeit in gewerblichen Betrieben.
Es war das erste Reichsgesetz zur Regelung der Kinderarbeit, trotzdem blieben die einschlägigen Regelungen der Reichsgewerbeordnung weiterhin gültig. Das Kinderschutzgesetz setzte sich jedoch über die Fabrikarbeit hinaus und regelte die Kinderarbeit in verschiedenen Gewerbezweigen. Allerdings galten keine einheitlichen Altersgrenzen. So durften im Handel keine Kinder unter zwölf Jahren beschäftigt werden. Im Fuhrwerksbetrieb galt dagegen eine Altersgrenze von 14 Jahren. Die Land- und Forstwirtschaft fiel nicht unter das Gesetz.
Das Gesetz unterschied zum ersten Mal zwischen eigenen und fremden Kindern. Zu den eigenen Kindern im Sinne des Gesetzes zählten auch Nichten und Neffen. Für sie galten im Vergleich zu den fremden Kindern deutlich abgeschwächte Schutzvorschriften.
Die ursprüngliche Fassung des Gesetzes blieb bis zum 31. Dezember 1938 gültig. Die anschließende Neufassung vom 30. April 1938 wurde zum 1. Mai 1976 vom Jugendarbeitsschutzgesetz aufgehoben.